# Serie A (Italia) 1974-75
La Serie A 1974–75 fue la 73.ª edición del campeonato de fútbol de más alto nivel en Italia y la 43.ª bajo el formato de grupo único. Juventus ganó su 16º scudetto.

## Equipos participantes
| Equipo         | Ciudad        | Estadio               |
| -------------- | ------------- | --------------------- |
| Ascoli         | Ascoli Piceno | Cino e Lillo Del Duca |
| Bologna        | Bolonia       | Comunale de Bolonia   |
| Cagliari       | Cagliari      | Sant'Elia             |
| Cesena         | Cesena        | La Fiorita            |
| Fiorentina     | Florencia     | Comunale de Florencia |
| Internazionale | Milán         | San Siro              |
| Juventus       | Turín         | Comunale de Turín     |
| Lazio          | Roma          | Olímpico de Roma      |
| Milan          | Milán         | San Siro              |
| Napoli         | Nápoles       | San Paolo             |
| Roma           | Roma          | Olímpico de Roma      |
| Sampdoria      | Génova        | Luigi Ferraris        |
| Ternana        | Terni         | Libero Liberati       |
| Torino         | Turín         | Comunale de Turín     |
| Varese         | Varese        | Franco Ossola         |
| Vicenza        | Vicenza       | Romeo Menti           |

## Clasificación
| Pos. | Equipo         | Pts. | PJ | G  | E  | P  | GF | GC | Dif. | Clasificación                                |
| ---- | -------------- | ---- | -- | -- | -- | -- | -- | -- | ---- | -------------------------------------------- |
| 1    | Juventus (C)   | 43   | 30 | 18 | 7  | 5  | 49 | 19 | +30  | Clasificado a la Copa de Campeones de Europa |
| 2    | Napoli         | 41   | 30 | 14 | 13 | 3  | 50 | 22 | +28  | Clasificado a la Copa de la UEFA             |
| 3    | Roma           | 39   | 30 | 15 | 9  | 6  | 27 | 15 | +12  | Clasificado a la Copa de la UEFA             |
| 4    | Lazio          | 37   | 30 | 14 | 9  | 7  | 34 | 28 | +6   | Clasificado a la Copa de la UEFA             |
| 5    | Milan          | 36   | 30 | 12 | 12 | 6  | 37 | 22 | +15  | Clasificado a la Copa de la UEFA             |
| 6    | Torino         | 35   | 30 | 11 | 13 | 6  | 40 | 30 | +10  |                                              |
| 7    | Bologna        | 32   | 30 | 10 | 12 | 8  | 36 | 33 | +3   |                                              |
| 8    | Fiorentina     | 31   | 30 | 9  | 13 | 8  | 31 | 27 | +4   | Clasificado a la Recopa de Europa            |
| 9    | Internazionale | 30   | 30 | 10 | 10 | 10 | 26 | 26 | 0    |                                              |
| 10   | Cagliari       | 26   | 30 | 6  | 14 | 10 | 22 | 30 | −8   |                                              |
| 11   | Cesena         | 25   | 30 | 5  | 15 | 10 | 25 | 35 | −10  |                                              |
| 12   | Ascoli         | 24   | 30 | 6  | 12 | 12 | 14 | 27 | −13  |                                              |
| 13   | Sampdoria      | 24   | 30 | 4  | 16 | 10 | 21 | 35 | −14  |                                              |
| 14   | Vicenza (D)    | 21   | 30 | 5  | 11 | 14 | 19 | 34 | −15  | Descenso a Serie B                           |
| 15   | Ternana (D)    | 19   | 30 | 4  | 11 | 15 | 19 | 42 | −23  | Descenso a Serie B                           |
| 16   | Varese (D)     | 17   | 30 | 3  | 11 | 16 | 19 | 42 | −23  | Descenso a Serie B                           |

 Fuente: BDFutbol
|            |
| Campeón    |
| Juventus   |
| 16º título |

## Resultados
| Local \ Visitante | ASC | BOL | CAG | CES | FIO | INT | JUV | LAZ | MIL | NAP | ROM | SAM | TER | TOR | VAR | VIC |
| ----------------- | --- | --- | --- | --- | --- | --- | --- | --- | --- | --- | --- | --- | --- | --- | --- | --- |
| Ascoli            | —   | 1–3 | 0–0 | 0–0 | 0–1 | 0–0 | 0–0 | 1–0 | 1–1 | 1–1 | 0–0 | 1–0 | 1–0 | 1–1 | 2–0 | 1–0 |
| Bologna           | 1–1 | —   | 2–0 | 3–2 | 1–0 | 2–1 | 2–1 | 1–2 | 0–0 | 1–0 | 1–0 | 2–2 | 1–1 | 1–3 | 1–1 | 1–1 |
| Cagliari          | 2–0 | 1–1 | —   | 2–2 | 2–1 | 0–1 | 1–1 | 1–1 | 0–0 | 1–1 | 1–2 | 1–0 | 2–0 | 0–0 | 1–1 | 0–0 |
| Cesena            | 0–0 | 2–2 | 2–1 | —   | 1–1 | 0–0 | 0–1 | 0–0 | 1–0 | 0–0 | 0–0 | 1–1 | 2–1 | 1–1 | 1–1 | 3–1 |
| Fiorentina        | 0–0 | 1–0 | 2–1 | 2–2 | —   | 1–1 | 4–1 | 1–1 | 1–1 | 1–1 | 0–0 | 0–2 | 2–0 | 2–2 | 2–0 | 0–0 |
| Internazionale    | 0–1 | 1–1 | 4–1 | 0–1 | 1–0 | —   | 0–1 | 3–1 | 0–0 | 0–0 | 0–2 | 0–0 | 1–0 | 1–0 | 1–0 | 0–0 |
| Juventus          | 4–0 | 0–0 | 1–0 | 1–0 | 0–0 | 1–0 | —   | 4–0 | 2–1 | 2–1 | 1–0 | 1–1 | 2–0 | 0–0 | 3–0 | 5–0 |
| Lazio             | 1–0 | 1–0 | 1–0 | 2–1 | 1–0 | 1–2 | 1–0 | —   | 3–0 | 1–1 | 0–1 | 3–0 | 0–0 | 1–5 | 2–0 | 1–0 |
| Milan             | 2–0 | 3–0 | 0–0 | 3–0 | 1–1 | 3–0 | 0–2 | 1–1 | —   | 0–0 | 1–1 | 0–0 | 3–1 | 2–0 | 4–0 | 1–0 |
| Napoli            | 3–1 | 1–0 | 5–0 | 4–0 | 1–0 | 3–2 | 2–6 | 1–1 | 2–0 | —   | 2–0 | 2–0 | 7–1 | 1–0 | 3–0 | 2–0 |
| Roma              | 1–0 | 2–1 | 1–1 | 2–0 | 1–0 | 1–0 | 1–0 | 1–0 | 0–1 | 0–0 | —   | 1–0 | 4–2 | 0–1 | 1–0 | 1–0 |
| Sampdoria         | 0–0 | 1–0 | 0–0 | 0–0 | 3–4 | 1–1 | 1–3 | 0–2 | 2–4 | 1–1 | 0–0 | —   | 1–0 | 0–0 | 1–0 | 1–1 |
| Ternana           | 1–0 | 0–0 | 0–2 | 1–0 | 0–1 | 0–0 | 0–2 | 1–1 | 1–3 | 0–0 | 2–2 | 1–1 | —   | 2–1 | 2–0 | 0–0 |
| Torino            | 1–0 | 3–3 | 1–0 | 2–0 | 2–1 | 2–3 | 3–2 | 2–2 | 1–1 | 1–1 | 1–0 | 1–1 | 1–1 | —   | 3–1 | 2–1 |
| Varese            | 3–1 | 1–4 | 0–1 | 1–1 | 1–1 | 2–0 | 0–0 | 0–1 | 0–1 | 0–2 | 0–0 | 4–0 | 1–1 | 0–0 | —   | 1–1 |
| Vicenza           | 1–0 | 0–1 | 0–0 | 2–0 | 0–1 | 1–3 | 1–2 | 1–2 | 2–0 | 2–2 | 0–2 | 1–1 | 1–0 | 1–0 | 1–1 | —   |